# سیارک ۱۲۴۶
سیارک ۱۲۴۶ (به انگلیسی: 1246 Chaka، نامگذاری:1932OA) هزار و دویست و چهل و ششمین سیارک کشف شده‌است که در ۲۳ ژوئیه ۱۹۳۲ کشف شد.
قدر مطلق سیارک برابر ۱۰٫۹۰ است.